# René Caillié

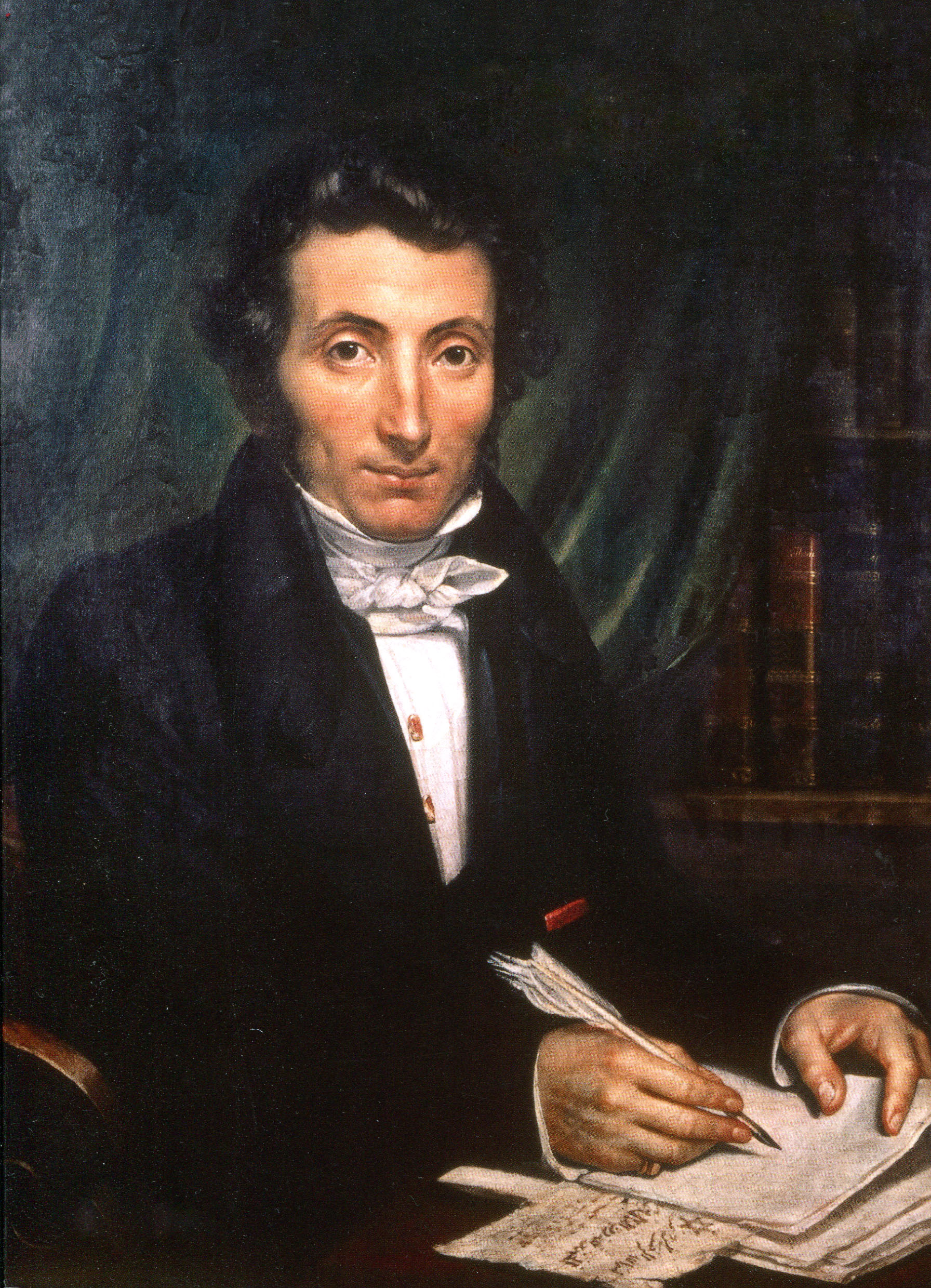
René Caillié

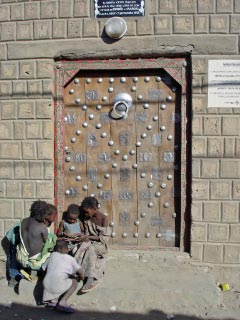
Straßenszene am Caillié-Haus

René Caillié (* 19. November 1799 in Mauzé-sur-le-Mignon (Département Deux-Sèvres), Frankreich; † 17. Mai 1838 in La Gripperie-Saint-Symphorien bei Rochefort) war ein französischer Afrikaforscher.

## Leben
Caillié stammte aus einfachen Verhältnissen, sein Vater war Bäcker und kam kurz nach seiner Geburt ins Gefängnis, seine Mutter starb, als er zwölf Jahre alt war. Nach einer kurzen Schulzeit lernte er Schuster, woran er keinen Gefallen fand. Beeinflusst durch den Roman Robinson Crusoe von Daniel Defoe unternahm er mit 17 Jahren seine erste Reise nach Afrika als Diener eines französischen Offiziers. Von der senegalesischen Hafenstadt Saint-Louis marschierte er an der Küste entlang nach Süden bis Dakar und fuhr mit einem Handelsschiff weiter nach Martinique, wo er sich ein halbes Jahr aufhielt, bevor er krank und mittellos nach Frankreich zurückkehrte. 1818 bis 1819 führte ihn eine zweite Reise nach Westafrika.
Auf der dritten Afrikareise ab 1824, die ein Kaufmann aus Bordeaux ermöglichte, überquerte er den Senegal in nördlicher Richtung, um in arabisches Gebiet vorzudringen. In der mauretanischen Region Brakna hielt er sich zur Sprachvorbereitung einer Reise in die Sahara acht Monate lang unter anderem bei einer Marabout-Stammesgruppe (Zwāyā, also Schriftkundige) auf. Er erbrachte den ersten Bericht eines Europäers über die Nomadenkultur der Bidhan in diesem Gebiet. Die geplante Forschungsreise musste er zunächst verschieben, da er nicht genügend finanzielle Unterstützung auftreiben konnte.
Nach zweijähriger Arbeit als Aufseher in einer Indigo-Plantage in Sierra Leone hatte er ausreichend Geld beisammen, um die Reise anzutreten. Vom Rio Nunez im Norden Guineas marschierte er 1827 nach Osten zum Oberlauf des Senegal und weiter. Am 11. Juni 1827 erreichte er bei Kouroussa den Oberlauf des Niger. Am 20. April 1828 erreichte er allein, fast mittellos und sich als arabischer Muslim ausgebend, als zweiter Europäer nach Alexander Gordon Laing (1793–1826), Timbuktu. Von dort aus durchquerte er die Sahara und kehrte von Marokko aus wieder nach Europa zurück.
Da Laing in Afrika getötet wurde, war Caillié der erste, der in Europa von Timbuktu berichtete. In Frankreich wurde er wohlwollend aufgenommen, die Société de Géographie in Paris übergab ihm die versprochene Prämie und eine Goldmedaille. Jomard, der Präsident der geographischen Gesellschaft, unterstützte ihn beim Verfassen eines ausführlichen Reiseberichts. Wegen seiner Schilderungen von einfachen Lehmhäusern und staubigen Pfaden, die er anstelle des erwarteten Reichtums vorfand, sah sich Caillié in Europa teilweise heftiger Kritik ausgesetzt; vor allem von britischer Seite wurde ihm unterstellt, er sei nie in Timbuktu gewesen. Zum einen wollte man ihm nicht abnehmen, dass das einst so reiche Timbuktu zu einem verarmten Handelsstützpunkt verkommen war. Zum anderen wurde behauptet, er sei nie in Timbuktu gewesen, sondern habe sich auf Umwegen, so etwa mit Hilfe des französischen Konsuls in Tripolis die Aufzeichnungen des ermordeten Laing besorgt und diese ausgeschlachtet. Erst der deutsche Afrikaforscher Heinrich Barth (1821–1865), der von September 1853 bis April 1854 in der Karawanenstadt weilte, konnte Caillié vollständig rehabilitieren.
Caillié erhielt eine staatliche Rente, ließ sich in seiner Heimat nieder, er heiratete, und sie hatten vier Kinder. Die Reisestrapazen hatten aber seine Gesundheit ruiniert, sodass er kaum 38-jährig an den Folgen einer unbekannten Krankheit, die er sich in Afrika zugezogen hatte, starb.

## Werke
- Journal d’un voyage à Temboctou et à Jenné, dans l’Afrique centrale, précédé d’observations faites chez les Maures Braknas, les Nalous et autres peuples ; pendant les années 1824, 1825, 1826, 1827, 1828 : par René Caillié. Avec une carte itinéraire, et des remarques géographiques, par M. Jomard, membre de l’institut. Imprimé à Paris en mars 1830, par l’imprimerie royale. Tome 1, Tome 2, Tome 3, (Tome 4), Tome 5 (annexes), (Atlas)

englisch:
- Travels Through Central Africa to Timbuctoo. And Across the Great Desert, to Morocco, Performed in the Years 1824–1828. Vol. I. Henry Colburn and Richard Bentley, London 1830 (eingeschränkte Vorschau in der Google-Buchsuche [abgerufen am 19. November 2024]).
- Travels Through Central Africa to Timbuctoo. And Across the Great Desert, to Morocco, Performed in the Years 1824–1828. Vol. II. Henry Colburn and Richard Bentley, London 1830 (eingeschränkte Vorschau in der Google-Buchsuche [abgerufen am 19. November 2024]).

deutsch:
- Reise nach Timbuktu 1824–1828. Hrsg. H. Pleticha. Edition Erdmann, Tübingen 2006, ISBN 3-86503-037-8.
  - Neuauflage: Marixverlag, Edition Erdmann, Wiesbaden 2012, ISBN 978-3-86539-834-5.